# Berkeley Breathed
Guy Berkeley Breathed (Encino, 21 giugno 1957) è un fumettista, illustratore e sceneggiatore statunitense.
È noto soprattutto per Bloom County, striscia comica a fumetti degli anni 80 che tocca questioni sociopolitiche attraverso gli occhi di personaggi bizzarri (per esempio Bill il gatto e il pinguino Opus), come pure attraverso analogie umoristiche. Bloom County ha fatto vincere a Breathed il Premio Pulitzer per l'editoriale in fumetto nel 1987.

## Biografia
Nato a Encino, Los Angeles, California, e cresciuto a Houston, in Texas, Breathed ha frequentato la Westchester Academy for International Studies.

### Carriera nei fumetti
Le prime pubblicazioni di Breathed sono stati editoriali a fumetto sull’Austin American-Statesman, lavoro che perse dopo breve tempo. La sua prima striscia regolare è stata nel 1978 The Academia Waltz sul Daily Texan durante i suoi anni all'Università del Texas.
La striscia è stata notata dagli editori del Washington Post e, a partire dall'8 dicembre 1980, è cominciata la pubblicazione a livello nazionale di Bloom County. Alcuni dei suoi personaggi sono presi da Academia Waltz, tra cui il membro di una fratellanza universitaria Steve Dallas e il reduce della Guerra del Vietnam paraplegico Cutter John. All'inizio lo stile della striscia era così simile a quello di un altro popolare fumetto, Doonesbury, che il suo creatore Garry Trudeau scrisse più volte a Breathed sottolineando le analogie. Breathed ha riconosciuto di essersi ispirato a Doonesbury all'inizio della sua carriera.
Dopo la chiusura di Bloom County nel 1989, Breathed ne ha riutilizzato alcuni personaggi (come Opus e Bill il gatto) nel surreale fumetto domenicale Outland che ha pubblicato dal 1989 al 1995.
Nel 2003 Breathed ha iniziato la striscia domenicale Opus, proseguendola fino al 2 novembre 2008, per dedicarsi in seguito alla scrittura di Libri per bambini.
Nel luglio 2015 Breathed ha annunciato un ritorno a Bloom County su Facebook, ricominciando a pubblicare strisce di Bloom County 2015 su Facebook con cadenza quasi quotidiana.

### Altre opere
Breathed ha scritto cinque libri per bambini, due dei quali, A Wish for Wings That Work e Edwurd Fudwupper Fibbed Big, sono diventati film d'animazione.
Ha collaborato con numerose riviste come Life, Boating, and Travel and Leisure, e ha prodotto la sigla di chiusura del film Secondhand Lions con la striscia Walter and Jasmine.
Essendo un sostenitore del PETA, che si occupa di Diritti degli animali, ha realizzato la copertina del loro Compassionate Cookbook, oltre a T-shirt e altri gadget.
Breathed fa un breve cameo, rappresentando se stesso, nel cortometraggio Tim Warner: A Life in the Clouds, racconto di un fumettista infelice e della sua striscia che non fa ridere, The Silver Lining.
Nel 2000 Breathed ha curato l'adattamento cinematografico del suo libro per bambini Edwurd Fudwupper Fibbed Big per la Nickelodeon.
Il film del 2011 della Disney Milo su Marte è basato sul libro illustrato di Breathed dallo stesso titolo.

### Vita privata
Breathed ed i suoi due figli vivono a Santa Barbara (California). Concede raramente interviste. È un supporter dei diritti degli animali e il suo libro Flawed Dogs: The Year-End Leftovers at the Piddleton 'Last Chance' Dog Pound è a favore dell’adozione degli animali. Amico dello scrittore umoristico di fantascienza Douglas Adams, anch’esso interessato alla conservazione dell’ambiente naturale.

## Opere

### Fumetti
- The Academia Waltz, Sterling Swift, 1979, ISBN 978-0-88408-122-7
- The Academia Waltz: Bowing Out, Bantan Hall, 1980
- Loose Tails, Little, Brown & Co., 1983, ISBN 978-0-31610-710-5
- Toons for Our Times, Little, Brown & Co., 1984
- Penguin Dreams and Stranger Things, Little, Brown & Co., 1985, ISBN 978-0-31610-725-9
- Bloom County Babylon: Five Years of Basic Naughtiness, Little, Brown & Co., 1986, ISBN 978-0-31610-309-1
- Billy and the Boingers Bootleg, Little, Brown & Co., 1987, ISBN 978-0-31610-729-7
- Tales Too Ticklish to Tell, Little, Brown & Co., 1988, ISBN 978-0-31610-735-8
- The Night of the Mary Kay Commandos, Little, Brown & Co., 1989, ISBN 978-0-31610-738-9
- Classics of Western Literature: Bloom County 1986–1989, Little, Brown & Co., 1990, ISBN 978-0-31610-754-9
- Happy Trails, Little, Brown & Co., 1990, ISBN 978-0-316-10741-9
- Politically, Fashionably, and Aerodynamically Incorrect, Little, Brown & Co., 1992, ISBN 978-0-316-10701-3
- His Kisses Are Dreamy but Those Hairballs Down My Cleavage!, Little, Brown & Co., 1994, ISBN 978-0-31610-867-6
- One Last Little Peek, Little, Brown & Co., 1995, ISBN 978-0-31610-690-0
- Opus, 25 Years, Little, Brown & Co., 2004, ISBN 978-0-31615-994-4
- Bloom County: The Complete Library: Volume One: 1980–1982, IDW Publishing, 2009, ISBN 978-1-60010-531-9
- Bloom County: The Complete Library: Volume Two: 1982–1984, IDW Publishing, 2010, ISBN 978-1-60010-583-8
- Bloom County: The Complete Library: Volume Three: 1984–1986, IDW Publishing, 2010, ISBN 978-1-60010-755-9
- Bloom County: The Complete Library: Volume Four: 1986–1987, IDW Publishing, 2011, ISBN 978-1-60010-899-0
- Bloom County: The Complete Library: Volume Five: 1987–1989, IDW Publishing, 2011, ISBN 978-1-61377-061-0
- Outland: The Complete Library: Sunday Comics: 1989–1995, IDW Publishing, 2012, ISBN 978-1-61377-176-1
- Opus: The Complete Library: Sunday Comics: 2003–2008, IDW Publishing, 2012, ISBN 978-1-61377-408-3
- Berkeleyworks: The Art Of Berkeley Breathed: From Bloom County And Beyond, IDW Publishing, 2013, ISBN 978-1-61377-651-3
- Berkeley Breathed's Academia Waltz And Other Profound Transgressions, IDW Publishing, 2015, ISBN 978-1-63140-076-6

### Libri per bambini
- A Wish for Wings That Work: An Opus Christmas Story, 1991
- The Last Basselope: One Ferocious Story, 1992
- Goodnight Opus, 1993
- Red Ranger Came Calling, 1994
- Edwurd Fudwupper Fibbed Big, Little, Brown and Company, 2000
- Flawed Dogs: The Year End Leftovers at the Piddleton "Last Chance" Dog Pound, 2003
- Mars Needs Moms!, 2007 (adapted into the film Mars Needs Moms! released in 2011)
- Pete & Pickles, 2008
- Flawed Dogs: The Shocking Raid on Westminster, 2009

## Premi e riconoscimenti
Berke Breathed ha ricevuto i seguenti riconoscimenti per le sue pubblicazioni:
- il Premio Pulitzer per l'Editoriale in vignetta nel 1987
- il Golden Duck Award for Excellence in Children's Science Fiction per Mars Needs Moms! nel 2008